# Vlaams-Nationale Omroepstichting
De Vlaams-Nationale Omroepstichting (VNOS) was een Belgische Nederlandstalige televisieomroep gelieerd aan de Volksunie.

## Geschiedenis
VNOS startte zijn uitzendingen op de Belgische Radio- en Televisieomroep (BRT) op 21 januari 1981 in het bestel van van de uitzendingen door derden. De coördinatie van de zender stond onder leiding van Toon Van Overstraeten en vervolgens Karel Van Reeth. Toen in 2002 de uitzendingen door politieke derden werden stopgezet (decreet van 6 juli 2001), werden de activiteiten gestaakt.